# Селано (Мачерата)
Селано је насеље у Италији у округу Мачерата, региону Марке.
Према процени из 2011. у насељу је живело 29 становника. Насеље се налази на надморској висини од 517 м.